# Teruo Ishii
Teruo Ishii (jap. 石井 輝男 Ishii Teruo; ur. 1 stycznia 1924, zm. 12 sierpnia 2005) – japoński reżyser filmowy, na Zachodzie znanym najlepiej z serii filmów o Super Gigancie (jap. スーパージャイアンツ Sūpā Jaiantsu) i za obrazy w podgatunku Ero guro (jap. (エログロ, ero-guro) pinku eiga, takie jak Shogun's Joys of Torture (jap. 徳川女刑罰史 Tokugawa onna keibatsu-shi) z 1968 roku. Wyreżyserował także w 1965 r. obraz Abashiri Prison, który otworzył drogę do sławy Kenowi Takakurze.

## Filmografia
- 1957 リングの王者　栄光の世界 (jap. Ring no Oja: Eiko no Sekai)
- 1957 The Steelman from Outer Space, Super Giant 1 (jap. 鋼鉄の巨人)
- 1957 Super Giant 2 (jap. 続鋼鉄の巨人)
- 1957 Invaders From the Planets, Super Giant 3 (jap. 鋼鉄の巨人　怪星人の魔城 Super Giants Kaiseijin no Majo)
- 1957 The Earth in Danger, Super Giant 4 (jap. 鋼鉄の巨人　地球滅亡寸前 Super Giants Chikyu Metsubo Sunzen)
- 1957 五人の犯罪者 (jap. Gonin no Hanzaisha)
- 1957 Spaceship of Human Destruction, Super Giant 5 (jap. スーパー・ジャイアンツ　人工衛星と人類の破滅 Super Giants Jinko Eisen to Jinrui no Hametsu)
- 1958 Destruction of the Space Fleet, Super Giants 6 (jap. スーパー・ジャイアンツ　宇宙艇と人工衛星の激突  Super Giants Uchutei to Jinko Eisen no Kekitotsu)
- 1958 天城心中　天国に結ぶ恋 (jap. Amagi Shinju Tengoku ni Musubu Koi)
- 1958 女体棧橋 (jap. Jotai Senbashi)
- 1958 White Line (jap. 白線秘密地帯 Shirosen Himitsu Chitai)
- 1958 女王蜂の怒り (jap. Jobachi no Ikari)
- 1959 戦場のなでしこ (jap. Senjo no Nadeshiko)
- 1959 猛吹雪の死闘 (jap. Mofubuki no Shito)
- 1959 日本ロマンス旅行 (jap. Nippon Romance Ryoko: Sapporo Han)
- 1960 Black Line (jap. 黒線地帯 Kurosen Chitai)
- 1960 女体渦巻島 (jap. Nyotai Uzumaki Shima)
- 1960 Yellow Line (jap. 黄線地帯 Osen Chitai)
- 1960 女王蜂と大学の龍 (jap. Jobachi to Daigaku no Ryu)
- 1961 Sexy Line (jap. セクシー地帯 Sexy Chitai)
- 1961 恋愛ズバリ講座　第三話 (jap. Ren'ai Zubari Koza)
- 1961 Flower and Storm and Gang, Gang 1 (jap. 花と嵐とギャング Hana to Arashi to Gang)
- 1961 霧と影 (jap. Kiri to Kage)
- 1961 黄色い風土 (jap. Kiiroi Fudo)
- 1962 Gang 2 (jap. 恋と太陽とギャング Koi to Taiyo to Gang)
- 1962 The G-men of the Pacific太平洋のＧメン (jap. Taiheiyo no G-men)
- 1963 Boss of the Underworld: Gang of 11, Gang 5 (jap. 暗黒街の顔役　十一人のギャング Ankokugai no Kaoyaku: Juichinin no Gang)
- 1963 Gang 6 (jap. ギャング対Ｇメン　集団金庫破り Gang tai G-men: Shudan Kinko Yaburi)
- 1963 Kill the Boss (jap. 親分を倒せ Oyabun wo Taose)
- 1963 昭和侠客伝 (jap. Showa Kyokakuden)
- 1964 Gang 9, Tokyo Gang versus Hong Kong Gang (jap. 東京ギャング対香港ギャング Tokyo Gang tai Hong Kong Gang)
- 1964 ならず者 (jap. Narazu-mono)
- 1964 御金蔵破り (jap. Gokinzo yaburi)
- 1964 いれずみ突撃隊 (jap. Irezumi Totsugekitai)
- 1965 顔役 (jap. Kaoyaku)
- 1965 Abashiri Prison (jap. 網走番外地 Abashiri Bangaichi)
- 1965 続網走番外地 (jap. Zoku Abashiri Bangaichi)
- 1965 網走番外地　望郷篇 (jap. Abashiri Bangaichi: Bokyohen)
- 1965 網走番外地　北海篇 (jap. Abashiri Bangaichi: Hokkai-hen)
- 1966 日本ゼロ地帯　夜を狙え (jap. Nippon Zero Chitai: Yoru wo Nerae)
- 1966 Abashiri Prison: Duel in the Wind (jap. 網走番外地　荒野の対決 Abashiri Bangaichi: Koya no Taiketsu)
- 1966 Big Villain Plan (jap. 大悪党作戦 Daiakuto Sakusen)
- 1966 網走番外地　南国の対決 (jap. Abashiri Bangaichi: Nangoku no Taiketsu)
- 1966 神火１０１　殺しの用心棒 (jap. Shinka 101: Koroshi no Yojimbo)
- 1966 網走番外地　大雪原の対決 (jap. Abashiri Bangaichi: Dai-setsugen no Taiketsu)
- 1967 網走番外地　決斗零下３０度 (jap. Abashiri Bangaichi: Ketto Reika 30-do)
- 1967 決着 (jap. Otoshimae)
- 1967 Abashiri Prison: Challenge for Glory (jap. 網走番外地　悪への挑戦 Abashiri Bangaichi: Aku Eno Chosen)
- 1967 Abashiri Prison: Duel in the Snow Storm (jap. 網走番外地　吹雪の斗争 Abashiri Bangaichi: Fubuki no Toso)
- 1968 続決着 (jap. Zoku Otoshimae)
- 1968 徳川女系図 (jap. Tokugawa Onna Keizu)
- 1968 温泉あんま芸者 (jap. Onsen Anma Geisha)
- 1968 Shogun's Joys of Torture (jap.  徳川女刑罰史  Tokugawa Onna Keibatsushi)
- 1969 Orgies of Edo (jap. 残酷異常虐待物語　元禄女系図 Zankoku Ijo Gyakutai Monogatari Genroku Jokeizu)
- 1969 異常性愛記録　ハレンチ (jap. Ijo Seai Kiroku Harenchi)
- 1969 The Friendly Killer (jap. 昇り竜鉄火肌 Noboriryu Tekkahada)
- 1969 Inferno of Torture / Hell's Tattooers (jap. 徳川いれずみ師　責め地獄 Tokugawa　Irezumishi Seme Jigoku)
- 1969 A History of Yakuza Punishment: Lynch! (jap. やくざ刑罰史　私刑 Yakuza Keibatsushi: Lynch!)
- 1969 Love and Crime (jap. 明治大正昭和　猟奇女犯罪史 Meiji Taisho Showa Ryoki Onna Hanzaishi)
- 1969 Horrors of Malformed Men (jap. 江戸川乱歩全集　恐怖奇形人間 Edogawa Rampo Zenshu Kyofu Kikei Ningen)
- 1970 殺し屋人別帳 (jap. Koroshiya ninbetsucho)
- 1970 監獄人別帳 (jap. Kangoku ninbetsucho)
- 1970 The Blind Woman's Curse / The Haunted Life of a Dragon: Tattooed Lass / Tattooed Swordswoman (jap.  怪談昇り竜 Kaidan Nobori Ryu)
- 1972 緋ぢりめん博徒 (jap. Hijirimen Bakuto)
- 1973 ポルノ時代劇　忘八武士道 (jap. Porno Jidaigeki: Bohachi Bushido)
- 1973 Female Yakuza Tale: Inquisition and Torture (jap.  やさぐれ姐御伝　総括リンチ  Yasagure Anago Den: Sokatsu Lynch)
- 1973 現代任侠史 (jap.  Gendai Ninkyo-shi)
- 1974 Direct Hit! Hell Fist, Executioner (jap.  直撃！地獄拳  Chokugeki! Jigokuhen)
- 1974 The Karate Inferno (jap.  直撃地獄拳　大逆転  Chokugeki Jigokuhen: Dai Gyakuten)
- 1975 大脱獄 (jap.  Daidatsugoku)
- 1975 爆発！暴走族 (jap. Bakuhatsu! Bosozoku)
- 1975 実録三億円事件　時効成立 (jap.  Jitsuroku 3 Okuen Jiken: Jiko Seiritsu )
- 1976 爆発！暴走遊戯 (jap. Bakuhatsu! Boso Yugi)
- 1976 キンキンのルンペン大将 (jap. Kinkin no Lumpen Taisho )
- 1976 暴走の季節 (jap. Boso no Kisetsu)
- 1977 惑星ロボ　ダンガードＡ対昆虫ロボット軍団 (jap. Wakusei Robot Dangard A tai Konchu Robot Gundan)
- 1979 暴力戦士 (jap. Boryoku Senshi)
- 1991 The Hitman: Blood Smells Like Roses (jap. ザ・ヒットマン　血はバラの匂い  The Hitman: Chi wa Bara no Nioi )
- 1993 ゲンセンカン主人 (jap.  Tsuge Yoshiharu World: Gensenkan Shujin)
- 1995 Vagabond Plain (jap.  無頼平野  Burai Heiya)
- 1998 Screwed / Wind-Up Type (jap. ねじ式  Nejishiki)
- 1999 Japanese Hell / Hell (jap. 地獄  Jigoku)
- 2001 Blind Beast vs. Dwarf / Blind Beast versus Issue Boshi (jap.  盲獣ＶＳ一寸法師  Moju versus Issun Boshi)